# Sabré Cook

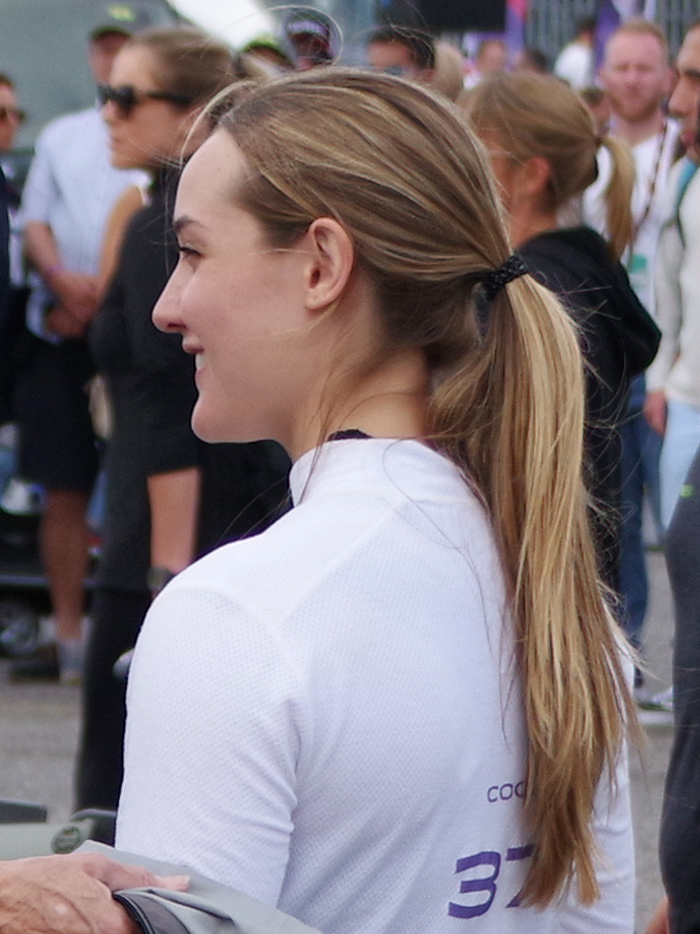
Sabré Cook in 2019

Sabré Cook (Grand Junction, Colorado, 21 mei 1994) is een Amerikaans autocoureur.

## Carrière
Cook begon haar autosportcarrière in het karting in 2008, waar zij tot 2017 in uitkwam. Hier reed zij voornamelijk in Noord-Amerikaanse kampioenschappen, waarvan zij er een aantal wist te winnen. In 2017 maakte zij haar debuut in het formuleracing, waarin zij uitkwam in de SCCA National Championship Runoffs. Zij eindigde hierin als negende in de formuleklasse.
In 2018 maakte Cook haar fulltime debuut in het formuleracing, waarin zij in twee Amerikaanse kampioenschappen uitkwam. In zowel de U.S. F2000 als het Amerikaanse Formule 4-kampioenschap kwam zij uit voor het Team Benik. In de U.S. F2000 reed zij, met uitzondering van de ovalrace op de Lucas Oil Raceway en de Canadese race op het Stratencircuit Toronto, in alle races van het kampioenschap. Zij behaalde haar beste resultaat op de Indianapolis Motor Speedway met een veertiende plaats, waardoor zij met 27 punten dertigste werd in het kampioenschap. In de Formule 4 reed zij enkel in de laatste twee raceweekenden op het New Jersey Motorsports Park en het Circuit of the Americas, met een vijftiende plaats tijdens de seizoensfinale op het laatste circuit als beste raceklassering. Hierdoor eindigde zij puntloos op plaats 39 in het klassement.
In 2019 werd Cook geselecteerd als een van de achttien coureurs in het eerste seizoen van de W Series, een kampioenschap waar enkel vrouwen aan deelnemen.